# 50 PERCENT
50 PERCENT，是臺灣的平價時尚休閒服飾品牌，2010年於嘉義市開設首間門市，目前全台共有32間門市。

## 歷史
- 2010年，於嘉義市仁愛路開設第一間門市。

- 2022年12月，承接基隆市愛三路的麥當勞原址，預計成為品牌大型旗艦店[1]。

- 2023年5月，於微風南京設立門市[2]。

- 2025年6月，品牌第一家門市「嘉義仁愛店」結束營業[3]。

## 外部連結
- 官方網站
- 50 PERCENT的Facebook專頁
- 50 PERCENT的Instagram帳戶